# 인터넷 백서
인터넷 백서는 다양한 인터넷 통계자료 및 인터넷을 기반으로 하는 서비스 제공자 현황, 인터넷 TV, 인터넷 광고, 인터넷 신문잡지, 게임 등 인터넷을 이루고 있는 다양한 컨텐츠 현황을 소개하기 위해 1998년부터 발간된 책자이다.

## 참고 자료
- 국문 / 영문 연도별 한국인터넷백서